# Pantanodon madagascariensis
Pantanodon madagascariensis és una espècie extinta de peix de la família dels pecílids i de l'ordre dels ciprinodontiformes.

## Morfologia
Els mascles podien assolir els 3,4 cm de longitud total.

## Distribució geogràfica
Es trobava al nord-est de Madagascar.